# Pizzo Pesciora
Il Pizzo Pesciora (3.120 m s.l.m.) è una montagna delle Alpi del Monte Leone e del San Gottardo nelle Alpi Lepontine.

## Descrizione
Si trova in Svizzera tra il Canton Vallese ed il Canton Ticino. La montagna è collocata tra il Pizzo Rotondo (3.192  m) ed il Witenwasserenstock (3.084 m) a nord della Val Bedretto.